# حاجیانی
حاجیانی می‌تواند به افراد زیر اشاره کند:
- عبدالله حاجیانی (متولد ۱۳۳۴)، نماینده بوشهر در دوره پنجم و ششم مجلس شورای اسلامی
- ابراهیم حاجیانی (متولد ۱۳۴۶)، جامعه‌شناس ایرانی